# Luísa Juliana de Orange-Nassau
Luísa Juliana de Orange-Nassau (em holandês: Louise Juliana; Delft, 31 de março de 1576 - Königsberg, 15 de março de 1644) foi a filha mais velha do terceiro casamento do príncipe Guilherme I de Orange com a duquesa Carlota de Bourbon.

## Biografia
Luísa Juliana foi o primeiro membro da Casa de Orange-Nassau a nascer nos Países Baixos. Depois do assassinato do pai em 1584, foi criada pela sua madrasta, a condessa Luísa de Coligny, juntamente com as cinco irmãs.
A 23 de Junho de 1593, Luísa Juliana casou-se com Frederico IV, Eleitor Palatino do Reno, de quem teve oito filhos. Após a morte do marido em 1610, Luísa Juliana governou o estado em nome do seu filho, o príncipe-eleitor Frederico V, que receberia a alcunha de "o rei do inverno".

## Descendência
1. Luísa Juliana do Palatinado (16 de Julho de 1594 - 28 de Abril de 1640), casada com o conde palatino João II de Zweibrücken; com descendência.
2. Catarina Sofia do Palatinado (10 de Junho de 1595 - 28 de Junho de 1626), morreu solteira e sem descendência.
3. Frederico V, Eleitor Palatino (16 de Agosto de 1596 - 29 de Novembro de 1632), casado com a princesa Isabel da Boémia; com descendência.
4. Isabel Carlota do Palatinado (19 de Novembro de 1597 - 26 de Abril de 1660), casada com o marquês Jorge Guilherme de Brandemburgo; com descendência.
5. Ana Leonor do Palatinado (4 de Janeiro de 1599 - 10 de Outubro de 1600), morreu aos vinte-e-um meses de idade.
6. Luís Guilherme do Palatinado (5 de Agosto de 1600 - 10 de Outubro de 1600), morreu aos dois meses de idade.
7. Maurício Cristiano do Palatinado (18 de Setembro de 1601 - 28 de Março de 1605), morreu aos três anos de idade.
8. Luís Filipe do Palatinado-Simmern-Kaiserslautern (23 de Novembro de 1602 - 6 de Janeiro de 1655), casado com a duquesa Maria Leonor de Brandemburgo; com descendência.

## Genealogia
| Luísa Juliana de Orange-Nassau | Pai: Guilherme I, Príncipe de Orange | Avô paterno: Guilherme I de Nassau-Dillenburg | Bisavô paterno: João V de Nassau-Vianden-Dietz     |
| Luísa Juliana de Orange-Nassau | Pai: Guilherme I, Príncipe de Orange | Avô paterno: Guilherme I de Nassau-Dillenburg | Bisavó paterna: Isabel de Hesse-Marburgo           |
| Luísa Juliana de Orange-Nassau | Pai: Guilherme I, Príncipe de Orange | Avó paterna: Juliana de Stolberg              | Bisavô paterno: Bodo VIII de Stolberg-Wernigerode  |
| Luísa Juliana de Orange-Nassau | Pai: Guilherme I, Príncipe de Orange | Avó paterna: Juliana de Stolberg              | Bisavó paterna: Ana de Eppstein-Königstein         |
| Luísa Juliana de Orange-Nassau | Mãe: Carlota de Bourbon              | Avô materno: Luís, Duque de Montpensier       | Bisavô materno: Luís, Príncipe de La Roche-sur-Yon |
| Luísa Juliana de Orange-Nassau | Mãe: Carlota de Bourbon              | Avô materno: Luís, Duque de Montpensier       | Bisavó materna: Luísa de Bourbon-Montpensier       |
| Luísa Juliana de Orange-Nassau | Mãe: Carlota de Bourbon              | Avó materna: Jaqueline de Longwy              | Bisavô materno: João IV de Longwy, Barão de Pagny  |
| Luísa Juliana de Orange-Nassau | Mãe: Carlota de Bourbon              | Avó materna: Jaqueline de Longwy              | Bisavó materna: Joana de Angolema                  |